# Mononcholaimus viscosus
Mononcholaimus viscosus är en rundmaskart som beskrevs av Allgen 1930. Mononcholaimus viscosus ingår i släktet Mononcholaimus och familjen Oncholaimidae. Arten är reproducerande i Sverige. Inga underarter finns listade i Catalogue of Life.